# Super Bowl XXXVIII
Super Bowl XXXVIII je bio završna utakmica 84. po redu sezone nacionalne lige američkog nogometa. U njoj su se sastali pobjednici AFC konferencije New England Patriotsi i pobjednici NFC konferencije Carolina Panthersi. Pobijedili su Patriotsi rezultatom 32:29, kojima je to bio drugi osvojeni naslov.
Utakmica je odigrana na Reliant Stadiumu u Houstonu u Texasu, kojem je to bilo drugo domaćinstvo utakmice Super Bowla (prvo na ovom stadionu).

## Tijek utakmice
| Četvrtina | Vrijeme | Momčad | Informacija o promjeni rezultata                                                   | Rezultat | Rezultat |
| Četvrtina | Vrijeme | Momčad | Informacija o promjeni rezultata                                                   | Patriots | Panthers |
| --------- | ------- | ------ | ---------------------------------------------------------------------------------- | -------- | -------- |
| 2         | 3:05    | NE     | touchdown dodavanjem (Brady-Branch), uspješan pokušaj za dodatni poen (Vinatieri)  | 7        | 0        |
| 2         | 1:07    | CAR    | touchdown dodavanjem (Delhomme-Smith), uspješan pokušaj za dodatni poen (Kasay)    | 7        | 7        |
| 2         | 0:18    | NE     | touchdown dodavanjem (Brady-Givens), uspješan pokušaj za dodatni poen (Vinatieri)  | 14       | 7        |
| 2         | 0:00    | CAR    | field goal (Kasay)                                                                 | 14       | 10       |
| 4         | 14:49   | NE     | touchdown probijanjem (Smith), uspješan pokušaj za dodatni poen (Vinatieri)        | 21       | 10       |
| 4         | 12:39   | CAR    | touchdown probijanjem (Foster), neuspješan pokušaj za dva dodatna poena            | 21       | 16       |
| 4         | 6:53    | CAR    | touchdown dodavanjem (Delhomme-Muhammad), neuspješan pokušaj za dva dodatna poena  | 21       | 22       |
| 4         | 2:51    | NE     | touchdown dodavanjem (Brady-Vrabel), uspješan pokušaj za dva dodatna poena (Faulk) | 29       | 22       |
| 4         | 1:08    | CAR    | touchdown dodavanjem (Delhomme-Proehl), uspješan pokušaj za dodatni poen (Kasay)   | 29       | 29       |
| 4         | 0:04    | NE     | field goal (Vinatieri)                                                             | 32       | 29       |

## Statistika utakmice

### Statistika po momčadima
| Statistika                                                      | New England Patriots | Carolina Panthers |
| --------------------------------------------------------------- | -------------------- | ----------------- |
| Prvih pokušaja                                                  | 29                   | 17                |
| Ukupno osvojenih jardi                                          | 481                  | 387               |
| Broj napada probijanjem                                         | 35                   | 16                |
| Ukupno jardi osvojenih probijanjem                              | 127                  | 92                |
| Broj napada s kompletiranim dodavanjem/ukupno napada dodavanjem | 32/48                | 16/33             |
| Ukupno jardi osvojenih dodavanjem                               | 354                  | 295               |
| Izgubljenih lopti                                               | 1                    | 1                 |
| Prekršaji (izgubljenih jardi)                                   | 8 (60)               | 12 (73)           |
| Vrijeme posjeda lopte (min:s)                                   | 38:58                | 21:02             |

### Statistika po igračima

#### Najviše jardi dodavanja
| Quarterback         | Dodavanja* | Yds** | TD*** | Int**** |
| ------------------- | ---------- | ----- | ----- | ------- |
| Tom Brady (NE)      | 32/48      | 354   | 3     | 1       |
| Jake Delhomme (CAR) | 16/33      | 323   | 3     | 0       |

#### Najviše jardi probijanja
| Igrač               | Pokušaja* | Yds** | TD*** |
| ------------------- | --------- | ----- | ----- |
| Antowain Smith (NE) | 26        | 83    | 1     |
| Stephen Davis (CAR) | 13        | 49    | 0     |

#### Najviše uhvaćenih jardi dodavanja
| Igrač                 | Dodavanja* | Yds** | TD*** |
| --------------------- | ---------- | ----- | ----- |
| Deion Branch (NE)     | 10/13      | 143   | 1     |
| Muhsin Muhammad (CAR) | 4/10       | 140   | 1     |

Napomena: * - broj kompletiranih dodavanja/ukupno dodavanja, ** - ukupno jardi dodavanja, *** - broj touchdownova (polaganja), **** - broj izgubljenih lopti